# Philip Drinker
Philip Drinker (12 de dezembro de 1894 – 19 de outubro de 1972) foi um higienista do trabalho e invertor estadunidense. Com Louis Agassiz Shaw Jr. inventou em 1928 o primeiro pulmão de aço (ventilador de pressão negativa) amplamente utilizado.
Seu pai Henry Sturgis Drinker era ferroviário e foi presidente da Universidade Lehigh. Seus irmãos incluíam o advogado e musicólogo Henry Drinker, o patologista Cecil Kent Drinker, o empresário James Drinker e a biógrafa Catherine Drinker Bowen. Depois de se formar na Universidade de Princeton em 1915, Philip Drinker formou-se Engenheiro químico em Lehigh por dois anos.
Drinker foi contratado para ensinar iluminação industrial e ventilação na Escola de Medicina Harvard e logo se juntou a seu irmão Cecil Kent Drinker e colegas Alice Hamilton e David L. Edsall no corpo docente da nascente Harvard School of Public Health em 1921 ou 1923. Estudou, lecionou e escreveu livros e trabalhos acadêmicos em uma variedade de tópicos em higiene industrial; o ventilador de pressão negativa (pulmão de ferro) em si foi originalmente projetado em resposta a um problema de higiene industrial - envenenamento por gás de carvão - embora se tornasse mais conhecido como um tratamento de preservação de vida para a poliomielite. Charles Momsen creditou a Drinker "e seus amigos" por sua assistência com experimentos de mistura de gases que tornaram possível o resgate dos sobreviventes do USS Sailfish (SS-192) em 1939. Durante a Segunda Guerra Mundial Drinker dirigiu o programa de higiene industrial para a United States Maritime Commission. Após a guerra foi conselheiro da Comissão de Energia Atômica dos Estados Unidos.
Drinker foi editor-chefe do The Journal of Industrial Hygiene por mais de trinta anos e, em 1942, foi presidente da American Industrial Hygiene Association, à qual pertenceu desde o seu início.
Aposentou-se de Harvard em 1960 ou 1961. Drinker foi incluído no National Inventors Hall of Fame em 2007.

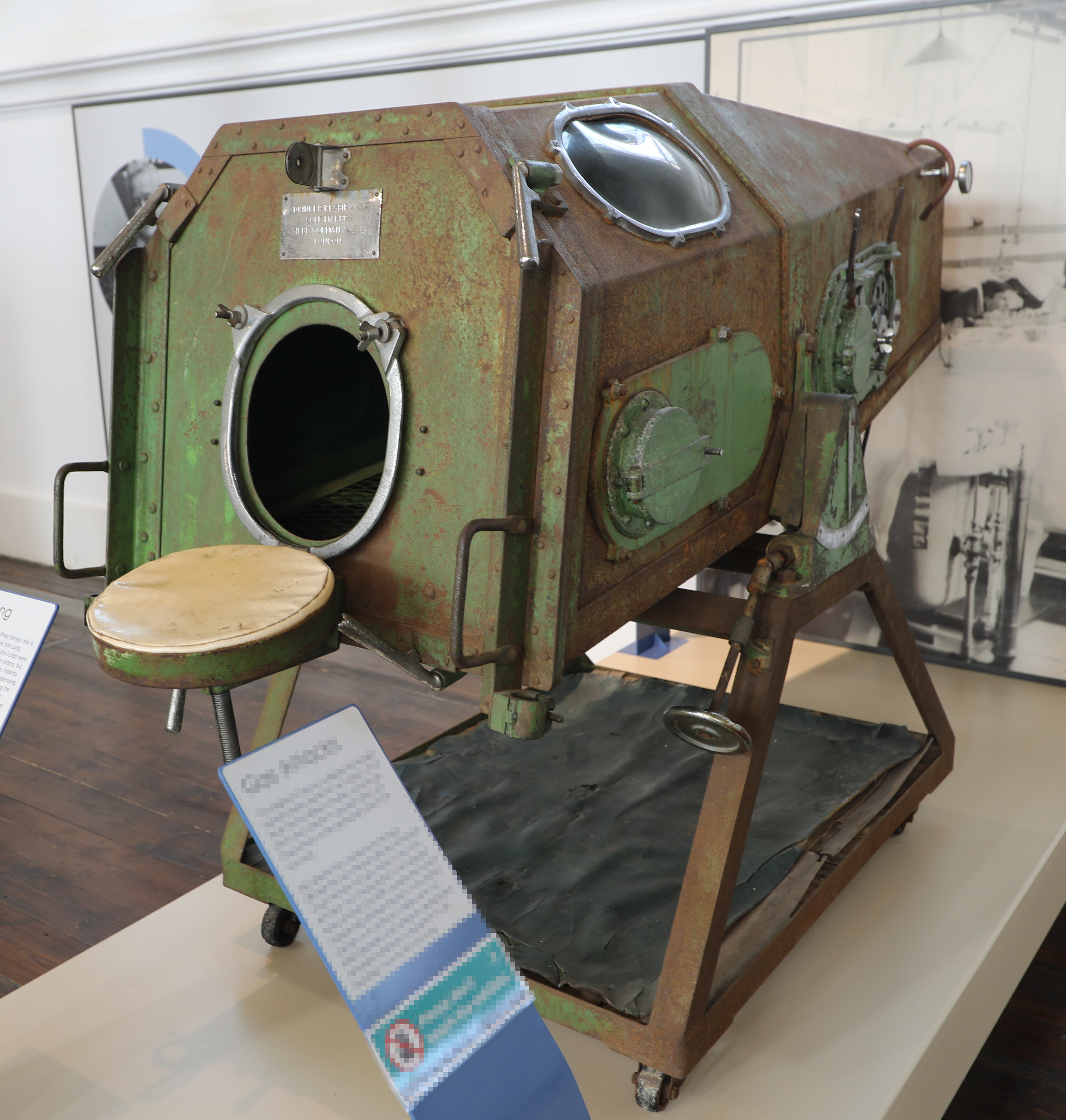
Um pulmão de aço Drinker

## Publicações
- Shaw, LA; Drinker, P (1929). «AN APPARATUS FOR THE PROLONGED ADMINISTRATION OF ARTIFICIAL RESPIRATION: I. A Design for Adults and Children». J Clin Invest. 7 (2): 229–47. PMC 434785. PMID 16693859. doi:10.1172/JCI100226
- Shaw, LA; Drinker, P (1929). «AN APPARATUS FOR THE PROLONGED ADMINISTRATION OF ARTIFICIAL RESPIRATION: II. A Design for Small Children and Infants with an Appliance for the Administration of Oxygen and Carbon Dioxide». J Clin Invest. 8 (1): 33–46. PMC 424606. PMID 16693884. doi:10.1172/JCI100253